# 孔多爾納薩山

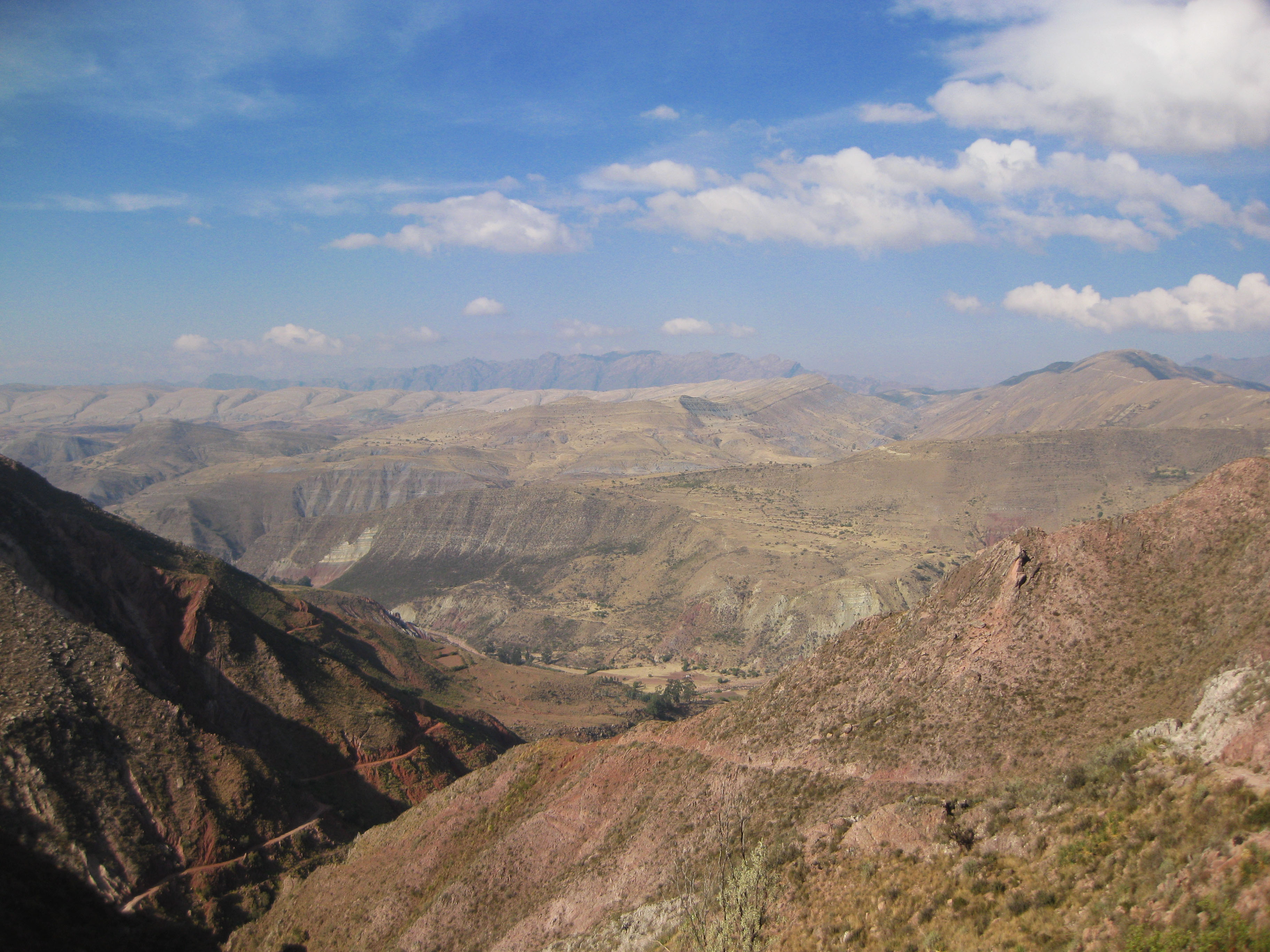

孔多爾納薩山（Kuntur Nasa），是玻利維亞的山峰，位於該國西南部波托西省的托馬斯弗里亞斯省，屬於安第斯山脈中弗賴萊斯山脈的一部分，海拔高度約3,800米。
19°20′S 66°3′W / 19.333°S 66.050°W